# Berry van Aerle
Hubertus Aegidius Hermanus „Berry” van Aerle (ur. 8 października 1962 w Helmond) – holenderski piłkarz grający na pozycji obrońcy.

## Życiorys
Przez niemal całą karierę związany był z PSV Eindhoven. Wcześniej trenował w klubie z Helmond o nazwie HVV. W PSV Eindhoven zadebiutował w 1982 roku i grał tam do roku 1994, kiedy to odszedł na jeden sezon (ostatni w karierze) do Helmond Sport. Rozegrał 278 ligowych meczów zdobywając 12 bramek. We wiosennej rundzie sezonu 1986–1987 był wypożyczony do belgijskiego Antwerp FC. Był pięciokrotnym mistrzem Holandii w latach 1986, 1988, 1989, 1991 i 1992 oraz zdobył Puchar Mistrzów w 1988 roku.
W reprezentacji Holandii Van Aerle zadebiutował 14 października 1987 roku w wygranym 2-0 meczu z Polską. Ostatni mecz w narodowych barwach rozegrał dokładnie 5 lat później, również w meczu z Polską, tym razem zremisowanym 2-2 (14 października 1992). W reprezentacji Holandii zagrał 35 razy nie strzelając gola. Zdobył Mistrzostwo Europy w 1988 a barwy Holandii reprezentował również na Euro 92 oraz Mistrzostwach Świata w 1990. Po zakończeniu piłkarskiej kariery Van Aerle został skautem w zespole PSV Eindhoven.

## Kariera
| Sezon     | Klub          | Rozgrywki                | Mecze | Bramki |
| --------- | ------------- | ------------------------ | ----- | ------ |
| 1981/1982 | PSV Eindhoven | Eredivisie               | 2     | 0      |
| 1982/1983 | PSV Eindhoven | Eredivisie               | 33    | 1      |
| 1983/1984 | PSV Eindhoven | Eredivisie               | 34    | 0      |
| 1984/1985 | PSV Eindhoven | Eredivisie               | 24    | 0      |
| 1985/1986 | PSV Eindhoven | Eredivisie               | 19    | 0      |
| 1986/1987 | PSV Eindhoven | Eredivisie               | 4     | 0      |
| 1986/1987 | Antwerp FC    | Eerste Klasse            | 22    | 1      |
| 1987/1988 | PSV Eindhoven | Eredivisie               | 34    | 2      |
| 1988/1989 | PSV Eindhoven | Eredivisie               | 24    | 1      |
| 1989/1990 | PSV Eindhoven | Eredivisie               | 28    | 4      |
| 1990/1991 | PSV Eindhoven | Eredivisie               | 11    | 2      |
| 1991/1992 | PSV Eindhoven | Eredivisie               | 23    | 0      |
| 1992/1993 | PSV Eindhoven | Eredivisie               | 21    | 2      |
| 1993/1994 | PSV Eindhoven | Eredivisie               | 21    | 0      |
| 1994/1995 | Helmond Sport | Eerstedivisie            | 15    | 1      |
|           |               | Łącznie w Eredivisie     | 278   | 12     |
|           |               | Łącznie w Jupiler League | 22    | 1      |